# Eublemma roseonivea
Eublemma roseonivea is een vlinder van de familie van de spinneruilen (Erebidae). De wetenschappelijke naam van deze soort werd voor het eerst voorgesteld door Francis Walker in een publicatie uit 1863.
De soort komt voor in Maleisië (Sarawak).